# Manuel García de Zúñiga Ozuna
Manuel García de Zúñiga Ozuna (Pilar, 31 de enero de 1890 – Asunción, 18 de mayo de 1970) fue un militar del arma de Caballería del Ejército Paraguayo. Tuvo participación activa durante el conflicto bélico entre Paraguay y Bolivia (09/09/1932 al 12/06/1935) denominado "Guerra del Chaco". Fue Comandante del Regimiento de Caballería Nro. 1 "Valois Rivarola" al inicio de la contienda y el Primer Comandante de la Primera División de Caballería. En la Posguerra, fue Miembro del Consejo de Estado en Representación del Ejército.

## Familia
Nació el 31 de enero de 1890, en la ciudad de Pilar, Departamento de Ñeembucu, República del Paraguay. Sus padres fueron Carlos Federico García de Zúñiga García de Zúñiga (Uruguay) y Teresa Ozuna (Paraguay). Su padre, fue hijo de Tomás García de Zúñiga Warnes e Ignacia García de Zúñiga Morlius, quién se radicó en el Paraguay en carácter de Vice Cónsul de la República Oriental del Uruguay, en el año 1882.
Manuel García de Zuñiga Ozuna, tuvo frondosa descendencia. Con la señora Ventura Galarza, sus hijos fueron: Elba María Teresa, Manuel Arístides, Enrique Alejandro y Blanca Haydeé. Con la señora Ligia Noguera Elizeche, sus hijos son: Bruno Alcides, Aquiles Edgardo, Angela María, Nelson Raimundo y Myrtha María Teresa.
Falleció el 18 de mayo de 1970 en la ciudad de Asunción. El sepelio fue con honores militares, ante 4 Regimientos de Caballería formados de gala.

## Carrera Militar
Ingresó al Ejército Paraguayo el 1 de agosto de 1906. Durante su carrera ocupó varios cargos de trascendencia, entre los cuales se exponen algunos:
El 18 de febrero de 1922, fue nombrado Comandante del Escuadrón Presidencial (S.E. Eusebio Ayala). El 27 de mayo de 1922, estallada la Guerra Civil Paraguaya de 1922-1923, el escuadrón a su mando, en fecha 09 de junio de ese mismo año, operó en la defensa de la Capital (Asunción, Paraguay).
El 30 de julio de 1927, fue nombrado como Edecán del Señor Presidente de la República del Paraguay (S.E. Eligio Ayala).
En fecha 11 de enero de 1930, fue nombrado como Comandante de la Escuela de Aviación Militar.
En el mes de octubre de 1931, fue nombrado Comandante del Regimiento de Infantería Nro. 4 "Curupayty".

## Actuación en la Guerra del Chaco

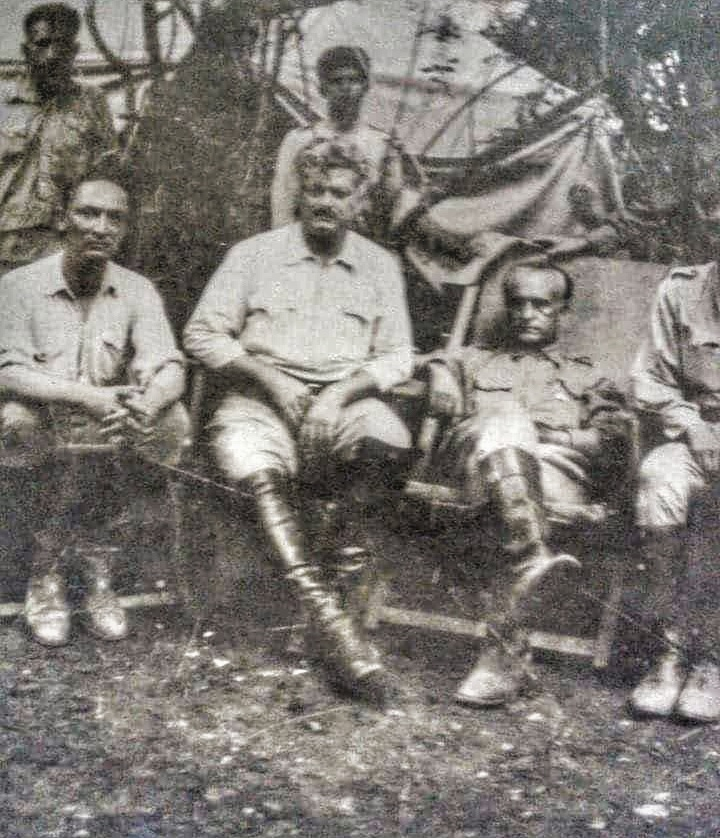
Manuel García de Zúñiga Ozuna en la Guerra del Chaco.

#### Batalla de Boquerón y recuperación de Fortines
En la Batalla de Boquerón (9 al 29/09/1932) fue Comandante del Regimiento de Caballería Nro. 1 "Valois Rivarola", el cual también estuvo a cargo de la recuperación de los Fortines Toledo, Corrales, Bolivar, Loa y Jayucubas. El regimiento tuvo un importante desempeño en el transcurso de toda la guerra.

#### Primera División de Caballería
El 24 de noviembre de 1932, fue creada la Primera División de Caballería (compuesta por los regimientos R.C. 1 "Valois Rivarola" y el R.C. 7 "Gral. San Martín") y por Orden General Nro. 52, el Teniente Coronel Manuel García de Zúñiga Ozuna fue confirmado como su primer Comandante.

#### Juicio al Mayor Medardo Castagnino
El 25 de julio de 1933, en su carácter del Presidente del Tribunal en campaña, en el marco del sumario instruido al My Medardo Castagnino por supuesto incumplimiento de la orden superior de tenaz resistencia en Platanillos, al verificar que no fue responsabilidad del sumariado resolvió : "1.º- Declarar que no hay lugar a procedimientos en los autos seguidos al My Medardo Castagnino por supuesto incumplimiento de la orden del Cdo 1erCE, de fecha 12 de Diciembre de 1932, y en consecuencia ordenar el levantamiento de la prisión preventiva que pesa sobre el mismo"

#### Ascenso en campaña
En fecha 7 de septiembre de 1933, a través del Decreto 48.964, asciende en campaña al grado de Coronel de Caballería. Posteriormente, fue nombrado miembro del Estado Mayor y pasó a cumplir funciones de Oficial de Enlace del Comando en Jefe.

## Posguerra
Terminada la guerra, a través de la Orden General Nro. 34  del 15 de noviembre de 1935, se lo confirma como Director de Remonta. El 28 de junio de 1938, se le concede el retiro temporal del Ejército Paraguayo. Bajo el Gobierno del General Higinio Morinigo, a través del Decreto 6840 de fecha 13 de mayo de 1941, fue nombrado como Miembro del Consejo de Estado, en representación del Ejército.